# Тамзин
Тамзин (на английски: Tamsin) е роман на американския писател Питър Бийгъл. Романът е издаден през 1999 г. от американското издателство „Рок Букс“. На български език е издаден през 2003 г. от „Прозорец“.

## Сюжет
Внимание:  Текстът по-долу разкрива сюжета на произведението (или части от него)!
Тринадесетгодишната Джени Глукстейн се премества с майка си от Ню Йорк в Англия, и заживява в 300-годишна ферма в Дорсет, заедно с втория си баща и доведените си братя, Джулиан и Тони. Първоначално Джени е самотна, докато постепенно започва да опознава един по различен свят, населен с призраци, духове и демони. Тя се сприятелява с Тамзин Уилоуби, призракът на дъщерята на първия собственик на фермата. Съдбовната среща с призрака на Тамзин задвижва събития отпреди триста години, които още чакат своя завършек. Двете се изправят сами срещу Страшния лов и кървавия съдия лорд Джефрис.

## Награди
- Награда „Митопеик“ 2000, първо място в категорията Най-добро произведение за възрастни.
- Награда „Локус“ 2000, пето място в категорията Най-добър фентъзи роман.
- Световна награда за фентъзи 2000, номинация в категорията Най-добър роман.